# Jürgen Nogai
Jürgen Nogai (* 2. Juli 1953 in Jessen) ist ein deutscher Fotograf im Bereich Architektur- und Kunst-Fotografie. Er lebte in Santa Monica, Kalifornien.

## Leben
Jürgen Nogai wurde 1953 in Deutschland geboren. Er lebte und arbeitete als free-lance-Foto-Designer in Bremen, bevor er im Jahr 2000 nach Los Angeles übersiedelte, wo er eine kreative Partnerschaft mit dem legendären Architekturfotografen Julius Shulman einging. Der betagte Shulman, der sich bereits zur Ruhe gesetzt hatte, sah in der Zusammenarbeit mit Nogai die Möglichkeit, aus seinem Ruhestandsverhältnis herauszukommen und sich neuen Aufgaben zu widmen. Sie arbeiteten gemeinsam an Projekten für Architekten, Institutionen, Verlage und private Kunden, darunter die Aufnahmen des renovierten Getty Museum, die sich heute im Getty Research Institute befinden. Shulman und Nogai arbeiteten ausschließlich mit analoger Fototechnik in großformatigen Kameras, die Aufnahmen wirken durch Komposition und Lichtführung.

„In truth, Jürgen is who's been keeping me alive, and I can't thank him enough.“

Mit dem Tod seines Freundes und Geschäftspartners Julius Shulman am 15. Juli 2009 übernahm Nogai alleine das Urheberrecht des gesamten gemeinsamen Archivs.
Ende 2005 zeigte das Deutsche Architektur-Museum in Frankfurt am Main zum größten Teil Arbeiten Shulmans, wie auch 20 Fotos aus der Zusammenarbeit Shulman & Nogai. Oktober 2010 ist eine bedeutende Sonderausstellung im Museum Bassermannhaus der Reiss-Engelhorn-Museen unter dem Titel Cool and Hot eröffnet worden, mit Leihgaben des Getty Research Institute (Los Angeles) und Partners Jürgen Nogai.
Seine Fotografien sind in den permanenten Sammlungen des 'Los Angeles County Museum of Art', Palm Springs Art Museum, DAM Design und Architektur Museum, Frankfurt am Main, Orange County Art Museum, Ca., Santa Barbara Museum of Art, Ca., George Eastman House, Rochester, NY.
Neben seiner Zusammenarbeit mit Shulman hatte Nogai viele eigene Projekte, die zu zahlreichen Veröffentlichungen von Bildbänden und Sachbüchern führten. Er hält Vorträge an verschiedenen Institutionen und unterrichtet seit fünf Jahren Workshops in Architektur-Fotografie in Palm Springs.
Heute ist er zurück in Deutschland und arbeitet international an verschiedenen Architektur-Projekten, -Büchern, -Filmen und Ausstellungen.
Seit 2022 betreibt Nogai eine Galerie für internationalen Foto-Kunst in Bremen.

## Veröffentlichungen
Nogai veröffentlichte seine Fotos in einer Reihe von Publikationen, die zum Teil in mehreren Ausgaben unterschiedlicher Sprache erschienen.
- Harry Gesner, Architect (Arbeitstitel) Harry N. Abrams, März 2011.
- Julius Shulman The Last Decade. Photographs by Julius Shulman / Jürgen Nogai, Kehrer, Heidelberg, 2010, ISBN 978-3-86828-159-0.
- Julius Shulman Hot And Cool. Fotografien von Julius Shulman und Jürgen Nogai, ZEPHYR Raum für Fotografie, Mannheim, 2010, ISBN 978-3-927774-35-3.
- Susan Suntree: SACRED SITES of SOUTHERN CALIFORNIA. University of Nebraska Press, 2010.
- Julius Shulman, Jürgen Nogai: Chicago Mid-Century Modernism. Rizzoli, New York, 2010.
- 20th CENTURY ITALIAN CERAMIC ART" / The Hockemeyer Collection, Hirmer Verlag, München 2009.
- Lauren Weiss Bricker; Jürgen Nogai: The Mediterranean House in America. Abrams, 2008, ISBN 978-0-8109-7285-8.
- "FELIX CANDELA" - TASCHEN, Köln, 2008.
- Michael Webb, Jürgen Nogai: Venice, CA: Art and Architecture in a Maverick Community. Abrams 2007, ISBN 978-0-8109-9306-8.
- David Wallace; Jürgen Nogai: The Dream Palaces of Hollywood's Golden Age. Abrams, 2006, ISBN 0-8109-5543-1.
- THE RUSSIAN GARBO / STEN / NEUTRA HOUSE - Pentagram Publication, New York
- P. Gössel: CASE STUDY HOUSE #21 - Wright Auction House - Limited Edition bound Auction Catalogue-2006
- Julius Shulman; Jürgen Nogai: Malibu: A Century of Living by the Sea. Abrams, 2005, ISBN 0-8109-5885-6.
- ABRAHAM ZABLUDOVSKY, a monograph book published by Arquine, Mexiko-Stadt 2005.
- MAIOLICA and GLASS / The Hockemeyer Collection. H. M. Hauschild Verlag, Bremen 2003.
- Jürgen Nogai: The City Hall of Bremen. Bremen 2001.
- BERNHARD HOETGER, H. M. Hauschild Verlag, Bremen 1998.
- Jürgen Nogai: Freie und Hansestadt Bremen mit Bremerhaven und Worpswede. Dielheim 1995.
- Jürgen Nogai: Der St-Petri-Dom in Bremen. Hamburg 1989.
- Jürgen Nogai: "Korkenzieher" − aus der Sammlung Heinz ten Doornkaat. Hamburg 1988, ISBN 3-89234-764-6.

weitere Beispiele von Büchern, die Nogais Arbeiten u. a. zeigen:
- B. Rychlak: Henry T. Segerstrom - The courage of imagination and the development of the arts in Southern California. Assouline, New York 2013, ISBN 978-1-61428-104-7.
- L. Weiss Bricker, S. Williams: Steel and shade : the architecture of Donald Wexler. Kehrer, Heidelberg 2011, ISBN 978-3-86828-191-0.
- M. Mönninger, P. Gössel: Coop Himmelb(l)au. Taschen Edition, Köln 2010, ISBN 978-3-8365-1788-1
- S. Lubell: Living West. Monacelli Press, 2009.
- P. Gössel: XL WRIGHT. vol I, II, III", Taschen, Köln 2009/2010.
- P. Gössel: World Architecture. Taschen, Köln 2007.
- Ehrhard Bahr: Weimar on the Pacific. University of California Press, Berkeley 2007, ISBN 978-0-520-25795-5.
- Bauhaus. Taschen, Köln 2006.
- The case study hauses. Taschen, Köln 2002.
- Richard Neutra. “John Lautner”, “Rudolf Schindler”, “Pierre Koenig” - TASCHEN Edition, Köln

und div. Kunst-Kataloge (Nam Yun Paik, Van Gogh, John Lennon, Blauer Reiter, Paula Becker-Modersohn, Bernhard Hoetger usw.)

## Ausstellungen
- 2005 DAM / Deutsches Architektur Museum - Julius Shulman & J. Nogai, Frankfurt, Germany
- 2006 Barnsdall Municipal Art Gallery – Frank Lloyd Wright Retrospective - J. Shulman & J. Nogai, Los Angeles
- 2007 MODAA + SPF: a - J. Shulman & J. Nogai "The Blue Jay House", Culver City, CA[7]
- 2007 Craig Krull Gallery – J. Shulman & J. Nogai "New Works",Santa Monica, CA[8]
- 2008 Palm Springs Art Museum - J. Shulman & J. Nogai, Palm Springs, CA.[9]
- 2009 Craig Krull Gallery – J. Shulman & J. Nogai "10 Years", Santa Monica, CA.[10]
- 2009 Arthaus, Gruppenausst., Venice CA[11]
- 2010 Oktober Reiss-Engelhorn Museum, Mannheim[12]
- 2011 28. Januar, Palm Springs Art Museum, "Steel and Shade", The architecture of Donald Wexler[13]
- 2011/12 Oktober/Januar, "Julius Shulman / Jürgen Nogai: Modern Living", Fotoausstellung im ZeitHaus, Autostadt Wolfsburg[14]
- 2013 April/Mai Kunstclub Hamburg "blanc et noir", Gruppenausstellung (Die besten Arbeiten von 18 Künstlern mit viel Kontrast und Zwischentönen)
- 2013 Mai/Juni Bornhold (Einrichter), Hamburg, "Eileen Grey & blanc et noir", Gruppenausstellung
- 2014 Februar/März Kunsthandel Wolfgang Werner KG, Bremen - Berlin, J. Shulman & J. Nogai
- 2022 April - September Guggenheim Bilbao, Spain / 'Motion - Autos Art Architecture', curated by Norman Foster
- 2022 November F15 Gallery Bremen, `Not Only Architecture`, Julius Shulman & Juergen Nogai
- 2024 Dezember F15 Gallery Bremen `Rent The World For Your Party` L.A. Moments, Juergen Nogai